# Drottningen av Saba

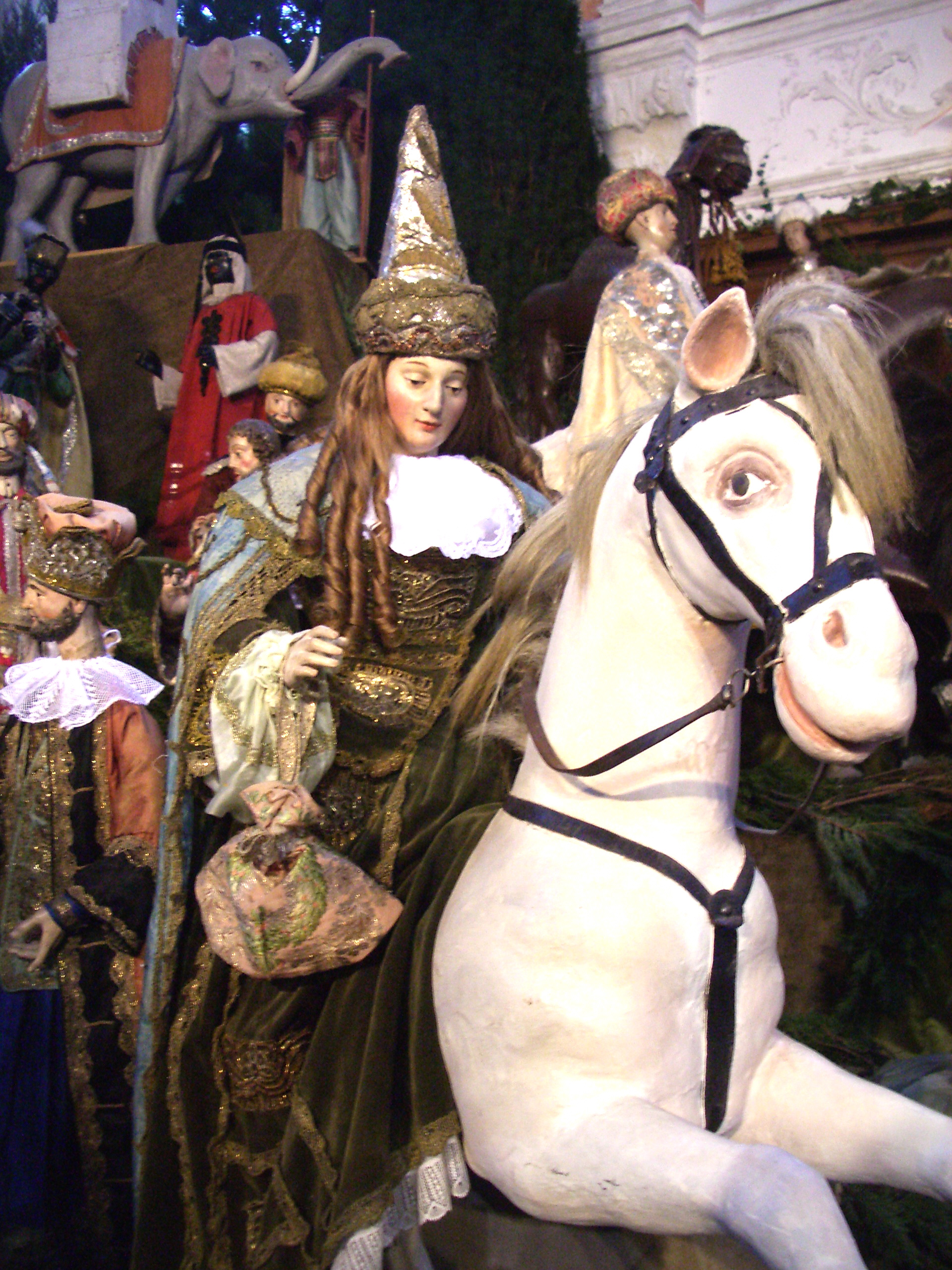
Julkrubba med Sabas drottning till häst

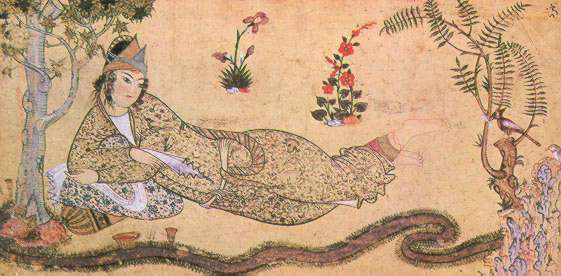
Bilqis; fågeln är Salomos budbärare (Iran, Safavidisk).

Drottningen av Saba är bland annat omnämnd i Bibeln, Koranen och i etiopiska nationaleposet Kebra Nagast.
Enligt berättelserna besökte hon kung Salomo i Jerusalem för att pröva hans ryktbara visdom och överlämna rika gåvor (Första Konungaboken 10, Andra Krönikeboken 9). De etiopiska konungarna med titeln negus negesti härstammar enligt traditionen i rakt nedstigande led från henne och kung Salomo.
Enligt den islamiska traditionen hette drottningen Bilqis och i de etiopiska berättelserna Makeda.